# Håstad
Håstad är kyrkbyn i Håstads socken och en småort i Lunds kommun i Skåne län belägen nära Örtofta.
Här ligger Håstads kyrka. Bredvid kyrkan ligger Håstads Skola, med klasser från F-3.